# Awka Liwen
Awka Liwen (Rebelde amanecer, en español) es una película argentina documental de 2010 dirigida por Mariano Aiello y Kristina Hille, con guion y libro cinematográfico de Osvaldo Bayer, junto a Aiello y Hille. Se estrenó el 9 de septiembre de 2010. 
El documental tuvo una amplia distribución comercial y también a través de su incorporación como material de estudio en el Sistema Nacional Argentino, lo cual le permitió alcanzar una audiencia de más de 20 millones de espectadores.
En marzo de 2011 Alejandro y José Alfredo Martínez de Hoz iniciaron un proceso judicial contra Osvaldo Bayer y Mariano Aiello para censurar el film y obtener una indemnización millonaria contra los autores. La respuesta de Bayer y Aiello fue realizar otro documental de nombre Martínez de Hoz que se estrenó en 2017. Osvaldo y Mariano ganaron la demanda judicial y los hermanos Martínez de Hoz iniciaron una nueva, esta vez, solamente contra Mariano Aiello.

## Sinopsis
El tema de película es la evolución de la tenencia y propiedad de la tierra en Argentina, así como los reclamos al respecto de la comunidad mapuche. Awka Liwen, que en idioma mapuche significa "rebelde amanecer", ha sido rodada en locaciones de Chubut, Salta, provincia y ciudad de Buenos Aires, Río Negro y Alemania.

## Reconocimientos
El documental ha sido declarado de "Interés Nacional" por la Presidencia argentina; de "Interés Cultural de la Nación"; de "Interés Social" nacional; de Interés para el Ministerio de Ciencia, Tecnología e Innovación Productiva, de "Interés Educativo y Cultural" de la provincia de Buenos Aires, "Auspiciado Institucionalmente" por el Instituto Nacional de Asuntos Indígenas, apoyado por el Fondo Nacional de las Artes, el Gobierno de la Provincia del Chubut, declarado de "Interés Municipal" para Rosario, "Declarado de Interés de la Honorable Cámara de Diputados de la Nación" y Declarado de ”Interés Cultural” en la Comuna Rural de Cushamen.
El preestreno de la obra se realizó en noviembre de 2009 en la Biblioteca Nacional de Buenos Aires. El estreno de la película se realizó en el tradicional cine Gaumont de la ciudad de Buenos Aires, al que acudieron aproximadamente 3.000 personas, también obtuvo críticas positivas en medios argentinos y del exterior. El documental ganó el 1º premio en el 1º Festival Internacional de Cine Político (FICIP), el 1º premio en el Festival de Cine y Video Científico del Mercosur -CINECIEN-, el 1º Premio en la Categoría Documental Internacional en el 6º Festival de Video de Imperia (Italia)  patrocinado por la Unesco,  y está siendo seleccionado oficialmente en otros muchos festivales de cine.

## Crítica
Oscar Ranzani en el periódico Página 12 lo consideró :

…un notable documental...

Pedro Perucca en el medio Marcha relata:
Desde su estreno, Awka Liwen (rebelde amanecer, en lengua mapuche) fue cosechando diversos galardones nacionales e internacionales hasta ser declarado de “Interés nacional” por la Presidencia, auspiciado institucionalmente por el Instituto Nacional de Pueblos Indígenas e incorporado como material de estudio a diversos programas educativos del país.

La película, dirigida por Mariano Aiello y Kristina Hille y con guión de ambos más el propio Bayer, es el producto de una investigación de más de 3 años sobre uno de los tantos cadáveres en el ropero de la argentinidad: el genocidio sufrido por los pueblos originarios y los más de cien años de crímenes, opresión y racismo en su contra.
Diego Maté en el sitio web cinemarama comentó sobre el filme:

…no dice nada nuevo…Salvo por unos pocos datos e imágenes de archivo pocas veces exhibidos, lo que hace constantemente...es repetir hasta el hartazgo hechos ya conocidos por todos…. la falta de cuidado puesto en la imagen…el guion se refiere a períodos extensísimos de tiempo sin hacer diferencias o, cosa todavía más grave, se confunden momentos históricos que no tienen absolutamente nada en común, como ocurre con el paralelismo forzadísimo que se traza entre el exterminio llevado adelante por la Conquista del Desierto y el terrorismo de estado del Proceso. También se toman como evidencias históricas hechos que se narran en Martín Fierro,.. una construcción romántica y edulcorada que prefiere la poesía por sobre la Historia. En un momento hasta se habla del conflicto entre el campo y el gobierno…¡pero eso no guarda ninguna relación con el tema de los pueblos originarios!...la mayoría de las veces, la denuncia de Bayer no pasa de ser una mera queja achacosa, sin ideas, que aspira a erigirse en verdad moral solamente echando mano a la seriedad en el gesto y las palabras…película pobre, desprolija y con pocas ideas.